# ジョン・アダムズ (バウンティ号)

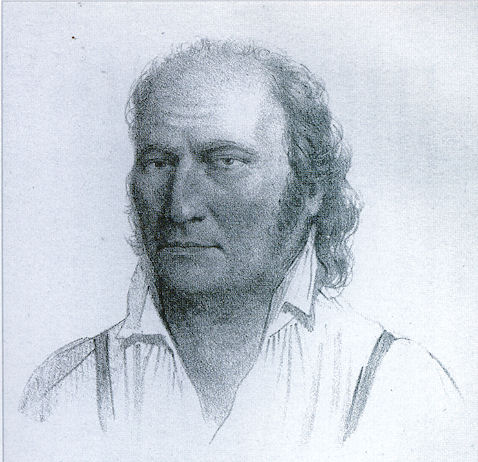
ジョン・アダムズ

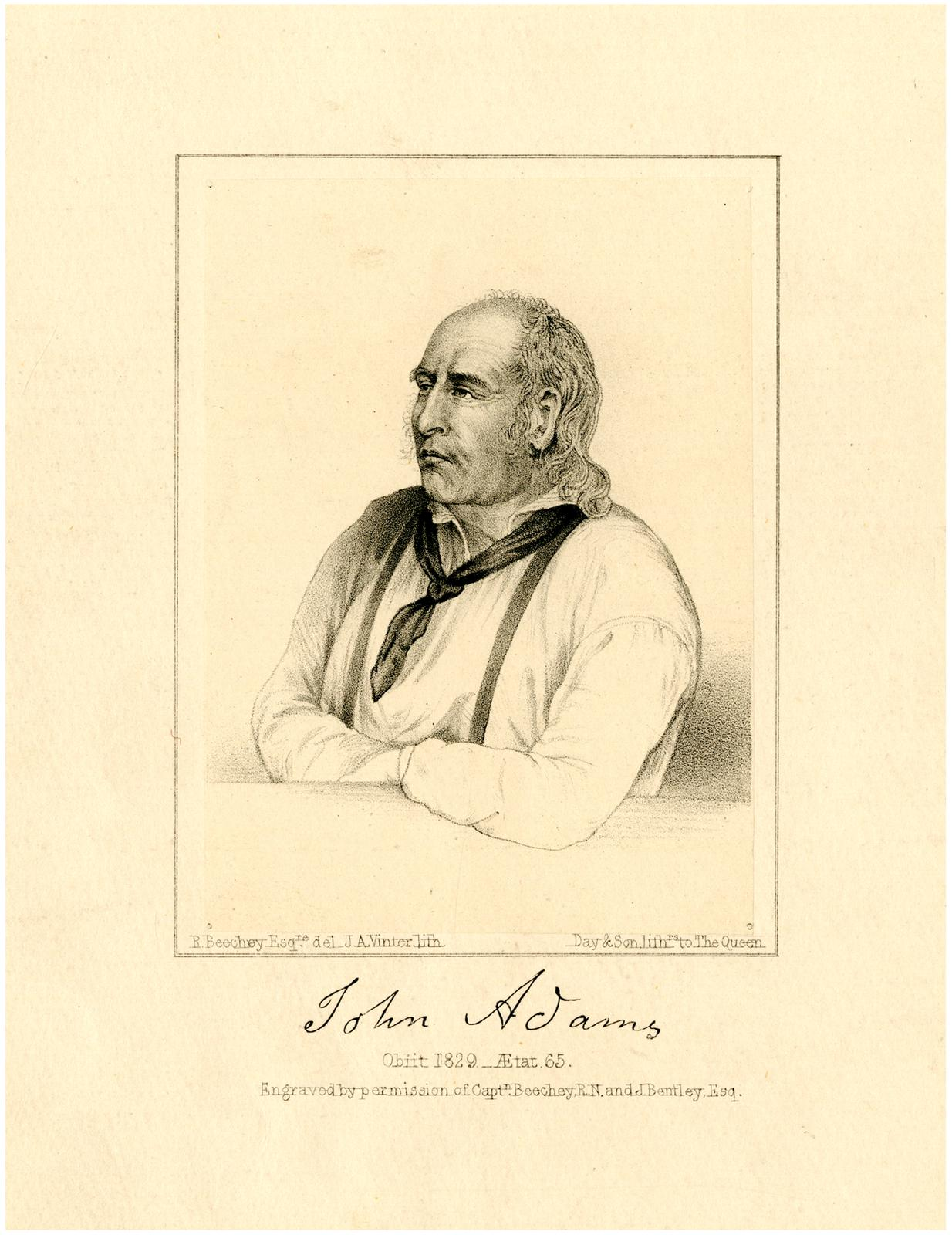
ビーチー船長と会見した際のアダムス

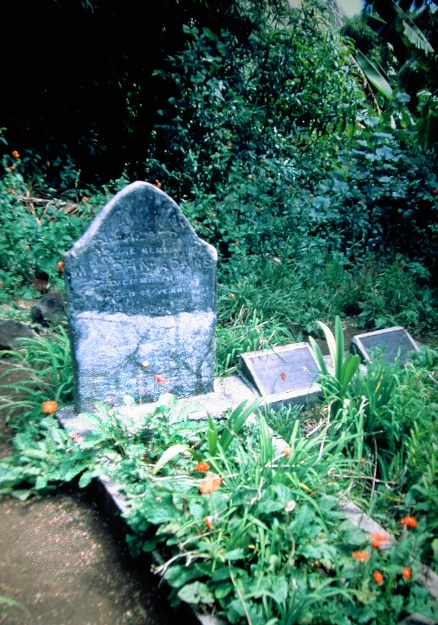
アダムズの墓（ピトケアン島）

ジョン・アダムズ（John Adams、アレキサンダー・スミスとも名乗っていた。1767年12月4日 - 1829年3月5日）は、バウンティ号の反乱に加担したイギリス人水夫で、南太平洋ピトケアン諸島のピトケアン島に落ち延びた反乱メンバーの最後の生存者。
イギリス、ロンドンのテムズの上のワピングかセントジョンバウニー、スタンフォードビル、ミドルセクス辺りの出身と言われている。アダムズには3人の兄弟がいるが、親からほとんど見捨てられており、アダムズと2人の兄弟は救貧院で育てられた。もう1人の兄弟は父の死の後、結婚している。最初、アレクサンダー・スミスの偽名を使いバウンティ号に乗っていた。
バウンティ号事件の反乱者達は、ピトケアン島移住後、タヒチから帯同したポリネシア人との間に争いが起こり、反乱から4年後には、アダムズの他にネッド・ヤング、マシュー・クィンタル、ウィリアム・マッコイの合計4人のみとなった。
その後、マッコイは船の湯沸しを用いた醸造法を発明したものの、泥酔したある日崖から投身自殺した。アダムズとヤングの2人は、酒飲みで乱暴者のクィンタルの横暴を制しきれず、ついに斧で殺害。その後ヤングが喘息により死亡し、ただ1人生き残ったアダムズは、島で生き残った10人のポリネシア人女性と23人の子供の家長的存在となった。
その後、アダムズは島社会の言わば創造者となった。アダムズは、充分な教育を受けず、文字もどうにか読める程度の人物だったが、バウンティ号から持参した聖書を用いて一生懸命、子供達に読み書きを教えた。彼により、島の土地は反乱水夫1人ごとに9等分され、水夫達の子供の代にさらに細分された。厳格なキリスト教徒であったアダムズは、水曜日と金曜日の断食を守り、1日に必ず祈りの時間を持つ事を怠らなかった。
反乱事件から18年後の1808年、アメリカの捕鯨船がピトケアン島の住人達を発見。1814年にはイギリス船が来島、1825年にイギリス船のビーチー船長がピトケアン島を訪問。アダムズに国王からの恩赦を伝えた。アダムズは61歳で1829年にピトケアン島で死去した。島の集落は彼の名を冠してアダムスタウンと命名された。